# Bernard Stulli
Bernard Stulli (Dubrovnik, 1915. – Zagreb, 1985.) je bio hrvatski povjesničar i arhivist.

## Životopis
Rodio se u Dubrovniku 1915. godine. Studirao je u Zagrebu na Pravnom fakultetu na kojem je diplomirao 1941. godine.
Nakon studija vratio se u Dubrovnik. Ondje je radio kao odvjetnički i sudski pripravnik, a onda još za rata zaposlio se u arhivu. Poslije rata radio je kao društveno-politički radnik. Bio je zastupnik u Saboru NR Hrvatske. Godine 1947. postao je opunomoćenikom ministarstva pomorstva FNRJ, a djelovao je pri Vladi NR Hrvatske. Od 1949. tajnikom je u Jadranskom institutu HAZU (ondašnje JAZU) u Zagrebu. Za manje od desetljeća bio je direktorom u toj ustanovi. Osnovao je slične ustanove i muzeje u Dubrovniku, Kotoru i Splitu. Nakon direktorskog staža u Jadranskom institutu, 1958. prešao je u Državni arhiv Hrvatske u kojem je radio sve do umirovljenja, oko 20 godina.
Njegov je rad bio na području pravne i političke povijesti. Osobito je veliki njegov doprinos na području arhivistike: organizirao je arhivsku mrežu diljem Hrvatske (Varaždin, Bjelovar, Zagreb, Slavonski Brod, Osijek, Sisak, Karlovac, Rijeka, Pazin, Zadar, Split, Dubrovnik), zatim je mnogo pridonio zakonskim rješenjima i prijedlozima, elaboratima i sl.
Bio je članom raznih arhivističkih i povjesničarskih tijela i organizacija u Hrvatskoj, a u CK SKH bio je predsjednik Komisije za historiju. 
Bio je članom uredništva raznih povjesničarskih i arhivističkih znanstvenih i stručnih časopisa, među ostalim Historijskog zbornika i Arhivskog vjesnika.
Mnogo je radio na povratu arhivske građe iz Austrije i Italije.
Područje njegovog znanstvenog interesa bio je Dubrovnik s okolicom, Istra, Zagora, razvitak željezničke mreže u Hrvatskoj u 19. st. i ina prometna pitanja, revolucionarna kretanja u Boki kotorskoj i u Puli.

## Djela
- mnoštvo studija, članaka, publiciranje arhivskih materijala
- knjige:
- Borba oko ribolova u obalnom moru Istre. Rovinj i Chioggia u 18. st
- Ustanak mornara u Boki Kotorskoj 1. – 3. februara 1918.
- Prijedlozi i projekti željezničkih pruga u Hrvatskoj 1825-1863
- Istarsko okružje 1825-1860

## Nagrade i priznanja
- Orden rada sa zlatnim vijencem 1961.